# Civil Aviation Safety Authority

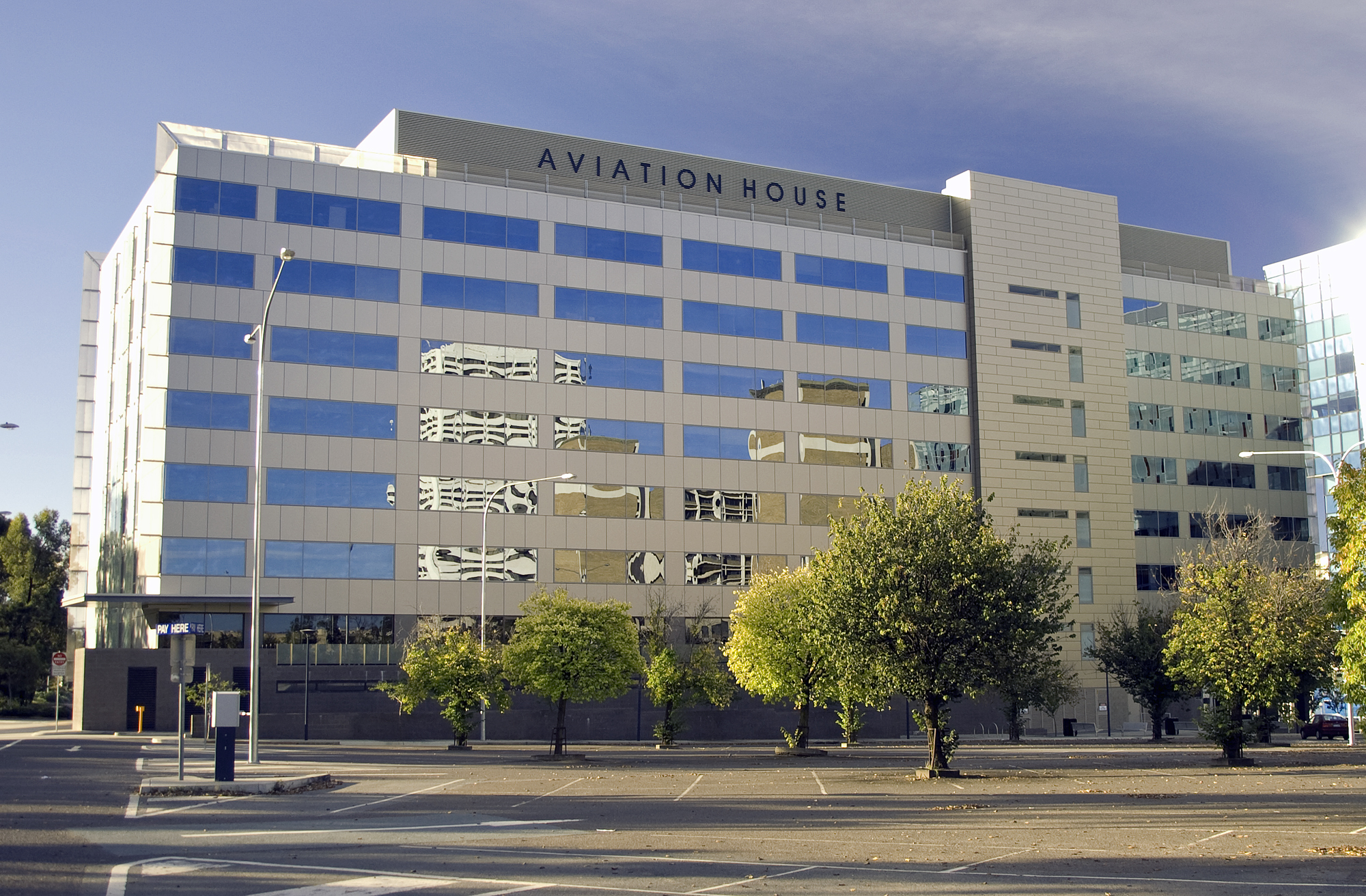
Hauptverwaltung der CASA in Woden Valley, in Canberra

Die Civil Aviation Safety Authority (CASA) ist die australische Luftfahrtbehörde, die für die zivile Luftfahrt Australiens und ihrer Außengebiete zuständig ist.
Die Behörde wurde am 6. Juli 1995 gegründet als die frühere Civil Aviation Authority of Australia die Luftüberwachung an die Airservices Australia abgab.

## Aufgaben
CASA lizenziert Piloten, Bodenpersonal, Luftfahrt- und Flugfeldpersonal entsprechend der australischen Gesetze Civil Aviation Act 1988 und Air Navigation Act 1920. Die Behörde wird von einem Chief Executive Officer verwaltet und untersteht dem Federal Minister for  Infrastructure, Transport, Regional Development and Local Government.
Die Luftfahrtbehörde regelt die zivile Luftfahrt über Australien und zu ihren Außengebieten, entwickelt Regelungen zu den Sicherheitsstandards, den Gebrauch von Medikamenten und Alkohol auf Flugzeugen, erteilt Zertifikate, Lizenzen, Registrierungen und spricht Verbote aus. Sie ist auch die Oberaufsicht über die Luftfahrtindustrie und beauftragt hierüber Berichte zu erstellen. Sie begutachtet ferner die Entwicklung der Sicherheit der internationalen Luftfahrt.